# حق النقض

صورة لرئيس الولايات المتحدة بيل كلينتون وهو يوقع على خطابات الإلغاء المتعلقة بنقضه لقانون الموازنة المتوازنة لعام 1997 في المكتب البيضاوي.

حق النقض أو حق الاعتراض (بالإنجليزية:  veto)‏ (نقحرة: الفيتو)، وهي كلمة لاتينية تعني «أنا أمنع». هو حق (يستخدمه مسؤول ما في الدولة على سبيل المثال) من أجل إيقاف عمل رسمي من طرفٍ واحد. يمكن أن يكون حق النقض (الفيتو) مطلقًا، على سبيل المثال في مجلس الأمن التابع للأمم المتحدة، الذي يمكن لأعضائه الدائمين (الصين و‌فرنسا و‌روسيا و‌المملكة المتحدة و‌الولايات المتحدة) أن يحجبوا أي قرار، أو يمكن أن يكون محدودًا، كما هو الحال في عملية تشريعية في الولايات المتحدة، حيث تصويت الثلثين في كل من مجلس النواب و‌مجلس الشيوخ قد يتجاوز النقض الرئاسي للتشريعات. قد يمنح حق النقض السلطة فقط لوقف التغييرات (وبالتالي السماح لحاملها بحماية الوضع الراهن)، مثل النقض التشريعي الأمريكي المذكور من قبل، أو اعتمادها أيضًا "حق النقض التعديلي"، كـ النقض التشريعي للرئيس الهندي على سبيل المثال. والذي يسمح له باقتراح تعديلات على مشاريع القوانين التي يتم إرجاعها إلى البرلمان لإعادة النظر فيها.
نشأ مفهوم هيئة حق النقض (الفيتو) مع القناصل والمدراس الرومانية. يمكن لأي قنصل الذي يشغل منصبه في سنة معينة أن يُعوِق أي قرار عسكري أو مدني من قبل الطرف الآخر؛ أي أنه من المحظيات أن يكون لديه السلطة لعرقلة التشريعات التي أقرها مجلس الشيوخ الروماني من جانب واحد «جانبه».

## أنواع حق النقض
تُستخدم معظم حقوق النقض (الفيتو) الحديثة كأداة للرقابة على سلطة الحكومة، أو على سلطة أحد فروعها، وغالبًا ما يكون الفرع التشريعي. أما في الحكومات التي تتبنى مبدأ الفصل بين السلطات، يمكن تصنيف حقوق النقض حسب فرع الحكومة الذي تسنها، وهي: حق النقض التنفيذي، أو حق النقض التشريعي، أو حق النقض القضائي.
عملت أنواع أخرى من حق النقض على حماية مصالح أخرى. كان رفض منح الموافقة الملكية من قبل حكام المستعمرات البريطانية، والذي استمر لفترة طويلة بعد التخلي عنه في بريطانيا نفسها، بمثابة رقابة يمارسها مستوى حكومي ضد مستوى آخر؛ ويمكن أيضًا استخدام حق النقض لحماية مصالح مجموعات معينة داخل الدولة. كانت سلطة النقض التي يتمتع بها القادة الرومانيين القدماء (الأطربونات) تحمي مصالح طبقة اجتماعية واحدة (العامة) ضد طبقة اجتماعية أخرى (الأرستقراطية). اقتُرِحَ منح «حق النقض لصالح البيض» لحماية مصالح البيض في جنوب أفريقيا خلال الفترة الانتقالية من نظام الفصل العنصري، ولكنه لم يُعتَمَد. اقتُرِحً أيضًا في الآونة الأخيرة منح حق النقض للسكان الأصليين على المشاريع الصناعية على أراضيهم في أعقاب إعلان عام 2007 بشأن حقوق الشعوب الأصلية، والذي يتطلب «الموافقة الحرة والمسبقة والمستنيرة» لمجتمعات السكان الأصليين على مشاريع التنمية أو استخراج الموارد على أراضيهم. تتحفظ العديد من الحكومات على السماح بمثل هذا النقض.
يمكن تصنيف حقوق النقض بناءً على إمكانية إلغائها من قبل الجهة التي نُقِضَ قرارها، وكيفية الإلغاء إن وجدت، فلا يمكن تجاوز النقض المطلق على الإطلاق، ويمكن تجاوز حق النقض المؤهل بأغلبية عظمى، مثل ثلثي أو ثلاثة أخماس الأصوات. يمكن تجاوز حق النقض الإيقافي، والذي يُطلق عليه أيضًا حق النقض التعليقي، بأغلبية بسيطة، وبالتالي لا يؤدي إلا إلى تأخير دخول القانون حيز التنفيذ.

### أنواع النقض التنفيذي
يستخدم حق النقض الجماعي، والذي يسمى أيضًا «النقض الشامل» أو «النقض الكامل»، حق النقض ضد القانون التشريعي ككل. يسمح حق النقض الجزئي، والذي يُطلق عليه أيضًا حق نقض البنود، للسلطة التنفيذية بالاعتراض فقط على جزء معين من القانون مع بقاء بقية أجزائه نافذة. تتمتع السلطة التنفيذية التي تملك حق النقض الجزئي بموقف تفاوضي أقوى من السلطة التنفيذية التي تتمتع فقط بحق النقض. يعيد حق النقض مع التعديل أو الملاحظة التعديلية التشريع إلى الهيئة التشريعية مع التعديلات المقترحة، والتي قد تعتمدها الهيئة التشريعية أو تتجاوزها. قد يختلف تأثير التقاعس التشريعي، ففي بعض الأنظمة، إذا لم تفعل الهيئة التشريعية شيئًا، يفشل مشروع القانون الذي واجه النقض، بينما يصبح قانونًا نافذًا في أنظمة أخرى. يُنظر غالبًا إلى حق النقض التعديلي على أنه مؤشر على قوة حق النقض بشكل خاص؛ وذلك بسبب منحه السلطة التنفيذية دورًا أكبر في العملية التشريعية.
تقتصر بعض صلاحيات النقض على المسائل المتعلقة بالموازنة (كما هو الحال مع حق النقض على البنود في بعض الولايات الأمريكية، أو حق النقض المالي في نيوزيلندا). لا تنطبق صلاحيات النقض الأخرى (كما هو الحال في فنلندا) إلا على المسائل غير المتعلقة بالموازنة؛ فبعضها (كما هو الحال في جنوب أفريقيا) لا ينطبق إلا على المسائل الدستورية. تُعرف سلطة النقض غير المقيدة بهذه الطريقة باسم «حق النقض السياسي».
إن أحد أنواع حق النقض على الموازنة هو حق النقض التخفيضي، الموجود في العديد من الولايات الأمريكية، ويمنح السلطة التنفيذية صلاحية خفض المخصصات المالية التي خصصتها الهيئة التشريعية. تجدر الإشارة إلى أنه عندما تُمنح السلطة التنفيذية صلاحيات نقض متعددة، قد تختلف الإجراءات اللازمة لتجاوز كل نوع منها، فعلى سبيل المثال، في ولاية إلينوي الأمريكية، إذا لم يتخذ المجلس التشريعي أي إجراء بشأن نقض التخفيض، فإن التخفيض المقترح يصبح ببساطة قانونًا، بينما إذا لم يتخذ المجلس التشريعي أي إجراء بشأن نقض تعديلي، فيرفض مشروع القانون بالكامل.
حق النقض الجيبي هو حق النقض الذي يسري مفعوله بمجرد امتناع السلطة التنفيذية أو رئيس الدولة عن اتخاذ أي إجراء بشأن مشروع قانون. لا يمكن ممارسة حق النقض في الولايات المتحدة إلا قبيل انتهاء الدورة التشريعية؛ فإذا انقضى الموعد النهائي لاتخاذ إجراء رئاسي خلال الجلسة التشريعية، فسيصبح مشروع القانون تلقائيًا قانونًا نافذًا، ولا يمكن للهيئة التشريعية تجاوز حق النقض الجيبي.
تُعد بعض صلاحيات النقض محدودة في موضوعها، فيسمح حق النقض الدستوري فقط للسلطة التنفيذية باستخدام حق النقض ضد مشاريع القوانين التي يرى أنها تتعارض مع الدستور، وفي المقابل، يمكن استخدام «حق النقض السياسي» عندما لا توافق السلطة التنفيذية على مشروع القانون لأسباب سياسية. وتُمنح صلاحيات النقض الدستوري للرؤساء في دول مثل بنين وجنوب إفريقيا.

### النقض التشريعي
النقض التشريعي هو حق النقض الذي تمارسه هيئة تشريعية. يمكن أن يكون حق النقض الذي تمارسه السلطة التشريعية ضد إجراء من السلطة التنفيذية، كما في حالة النقض التشريعي في الولايات المتحدة، والموجود في 28 ولاية أمريكية. يمكن أن يكون أيضًا حق النقض الذي يمارسه أحد مجلسي البرلمان التشريعي ضد الآخر، وذلك مثلما كان يتمتع به سابقًا أعضاء مجلس شيوخ فيجي الذي عينهم المجلس الأعلى للزعماء.

### حق النقض على المرشحين
تستطيع هيئة معينة في بعض الأنظمة السياسية ممارسة حق النقض على المرشحين لمنصب انتخابي محدد. يمكن أيضًا الإشارة إلى هذا النوع من حق النقض بالمصطلح الأوسع «التدقيق الأمني».
كان بعض الملوك الكاثوليك الأوروبيين القدماء قادرين على استخدام حق النقض ضد المرشحين للبابوية، وهي السلطة المعروفة باسم حق الاستبعاد. استخدِمَت هذه السلطة للمرة الأخيرة في عام 1903 من قبل فرانتس يوزف الأول ملك النمسا.
يتمتع مجلس صيانة الدستور في إيران بسلطة الموافقة على المرشحين أو رفضهم، بالإضافة إلى حق النقض على التشريعات.
وافق المجلس الوطني لنواب الشعب الصيني في عام 2021 على قانون يمنح لجنة مراجعة أهلية المرشح، التي يعينها الرئيس التنفيذي لهونغ كونغ، سلطة الاعتراض على المرشحين لمجلس هونغ كونغ التشريعي، وذلك بعد الانهيار الساحق المؤيد للديمقراطية في الانتخابات المحلية في هونغ كونغ لعام 2019 في الصين.

## توازن القوى
يمثل حق النقض (الفيتو) في الأنظمة الرئاسية وشبه الرئاسية سلطة تشريعية يمارسها الرئيس، وذلك لأنه يُدخِل الرئيس في عملية سن القانون. إن حق النقض هو سلطة رد الفعل، على النقيض من السلطات الاستباقية مثل القدرة على تقديم التشريعات، وذلك لأن الرئيس لا يستطيع استخدام حق النقض ضد مشروع القانون حتى توافق عليه الهيئة التشريعية.
تُصَنَّف صلاحيات النقض التنفيذية على أنها «قوية» أو «ضعيفة» نسبيًا. يمكن اعتبار حق النقض أقوى أو أضعف اعتمادًا على نطاقه، والحدود الزمنية لممارسته، ومتطلبات الهيئة التي تتمتع بحق النقض لتجاوزه، وبشكل عام، كلما زادت الأغلبية المطلوبة للتجاوز، كلما كان حق النقض أقوى.
يعتبر حق النقض الجزئي أقل عرضة للتجاوز من حق النقض الجماعي، واعتبر علماء السياسة الذين درسوا الأمر عمومًا أن استخدام حق النقض الجزئي يمنح السلطة التنفيذية سلطة أكبر من حق النقض الجماعي. إن الدراسات التجريبية لحق النقض على البند في حكومة الولايات المتحدة لم تجد أي تأثير ثابت على قدرة السلطة التنفيذية على تحقيق أجندتها. يمنح حق النقض التعديلي سلطة أكبر للسلطة التنفيذية مقارنة بحق النقض الحذفي، وذلك لأنه يمنح السلطة التنفيذية القدرة على تحريك السياسة بشكل أقرب إلى حالتها المفضلة مما قد يكون ممكنًا.
يمكن لحق النقض التعليقي الذي يمكن تجاوزه بأغلبية بسيطة أن يكون فعالًا في وقف أو تعديل التشريعات، فعلى سبيل المثال، تمكن الرئيس الإستوني لينارت ميري في عام 1993 من الحصول بنجاح على تعديلات على قانون الأجانب المقترح بعد إصدار نقض تعليقي لمشروع القانون واقتراح تعديلات بناءً على آراء الخبراء حول القانون الأوروبي.

## الأمم المتحدة
في مجلس الأمن بالأمم المتحدة، والدول الخمس الدائمة العضوية (الولايات المتحدة، و‌روسيا الاتحادية، و‌جمهورية الصين الشعبية، و‌فرنسا و‌المملكة المتحدة) تتمتع بحق النقض في المسائل الموضوعية، ولكن ليس في مسائل إجرائية. إذا كان أي من هذه البلدان صوتًا ضد الاقتراح، فهو مرفوض، حتى لو كان كل من البلدان الأخرى الأعضاء في التصويت لصالحه. هذا الحكم تم تصميمه لضمان أن المجلس لا يمكن أن تستخدم للتفويض بعمل عسكري دون موافقة جميع الدول الخمس، القوى العظمى اليوم؛ كانت هناك مخاوف واضحة إلى أن عدم الحصول على موافقة من هذا القبيل من شأنه أن يسمح للسلطات للإساءة لمجلس السلطة لتأذن باتخاذ إجراءات شرطيّة على حساب آخر. المبدأ يتضح من الحرب الكورية، التي مقاطعته للمجلس من قبل الاتحاد السوفياتي يسمح قرار مجلس الأمن رقم 82 لتمرير وبدأت الحرب أن تكون مخالفة لذلك من مصلحة السلطة.

## أنظمة وستمنستر
في أنظمة وستمنستر ومعظم الملكيات الدستورية، فإن سلطة الاعتراض على التشريع من خلال حجب الموافقة الملكية هي قوة احتياط نادرًا ما تستخدم للوحدة. من الناحية العملية، تتبع الملكة اتفاقية ممارسة صلاحياتها بناء على نصيحة رئيسها الاستشاري، رئيس الوزراء.

### أستراليا
منذ قانون وستمنستر (1931)، لا يجوز لبرلمان المملكة المتحدة إلغاء أي قانون من برلمان كومنولث أستراليا على أساس مخالف لقوانين ومصالح المملكة المتحدة. كذلك تتأثر بلدان أخرى في رابطة الدول، مثل كندا و‌نيوزيلندا. ومع ذلك، وفقًا للدستور الأسترالي (الفصل 59)، يجوز للملكة نقض مشروع قانون تم منحه الموافقة الملكية من قبل الحاكم العام في غضون عام واحد من التشريع الذي تم الموافقة عليه. هذه القوة لم تستخدم أبدًا. يحق للحاكم العام الأسترالي نفسه، من الناحية النظرية، استخدام حق النقض (الفيتو)، أو من الناحية الفنية، الموافقة على مشروع قانون مُرِر من قبل مجلسي البرلمان الأسترالي، وخلافًا لنصيحة رئيس الوزراء. ويمكن القيام بذلك دون التشاور مع السيادة وفقا للمادة 58 من الدستور:
«عندما يتم عرض قانون مقترح من مجلسي البرلمان على الحاكم العام لموافقة الملكة، فإنه يجب أن يُعلن، وفقًا لتقديره، ولكن وفقًا لهذا الدستور، أنه يوافق على اسم الملكة، أو أنه يحجبها الموافقة، أو أنه يحتفظ بالقانون من أجل متعة الملكة. يجوز للحاكم العام العودة إلى المجلس التشريعي الذي نشأ فيه أي قانون مقترح معروض عليه، ويجوز له أن ينقل إليه أي تعديلات قد يوصي بها، ويمكن للمجالس التشريعية التعامل مع التوصية»
ومع ذلك، فإن هذه السلطة الاحتياطية قابلة للنقاش من الناحية الدستورية، ومن الصعب التنبؤ بمتطلب ممارسة مثل هذه السلطة. من الممكن أن الحاكم العام قد يتصرف هكذا إذا كان مشروع القانون الذي أقره البرلمان في انتهاك للدستور. قد يجادل المرء، مع ذلك، أنه من غير المحتمل أن تقدم الحكومة مشروع قانون يكون منفتحًا جدًا على الرفض. العديد من سلطات الاحتياط الخاصة بالنائب لم يتم اختبارها، بسبب التاريخ الدستوري القصير لكومنولث أستراليا، ومراعاة الاتفاقية التي يقوم بها رئيس الدولة بناءً على نصيحة رئيس وزرائه. ويمكن استخدام القوة أيضًا في وضع يمرر فيه البرلمان، عادة برلمان معلق، مشروع قانون دون موافقة السلطة التنفيذية. يمكن للحاكم العام بناء على نصيحة من السلطة التنفيذية حجب الموافقة من مشروع القانون وبالتالي منع تمريره إلى قانون.
فيما يتعلق بالحكام الستة للولايات التي تتواجد في إطار الكومنولث الأسترالي، هناك حالة مختلفة إلى حدٍ ما. حتى صدور قانون أستراليا عام 1986، كانت كل ولاية تعتمد دستوريًا على الملك البريطاني مباشرة. ومع ذلك، فهي منذ عام 1986 كيانات مستقلة بالكامل، على الرغم من أن الملكة ما زالت تعين حكامًا بناء على نصيحة رئيس حكومة الولاية، رئيس الوزراء. لذا فإن الملك لا يحق له نقض (ولا نقض البرلمان البريطاني) أي فعل من حاكم الولاية أو الهيئة التشريعية للولاية. من عجيب المفارقات أن الولايات أكثر استقلالية عن التاج من الحكومة الفيدرالية والتشريعية. تحدد دساتير الولايات الدور الذي يلعبه المحافظ. بشكل عام، يمارس الحاكم الصلاحيات التي يتمتع بها الحاكم، بما في ذلك سلطة حجب الموافقة الملكية.

### المملكة المتحدة
في المملكة المتحدة، تمت ممارسة النقض الملكي («حجب الموافقة الملكية») في عام 1708 من قبل الملكة آن مع الميليشيا الإسكتلندية بيل 1708.
كان مجلس اللوردات يتمتع بسلطة فعالة من النقض عن طريق رفض الموافقة على مشاريع قوانين اعتمدها مجلس العموم. ومع ذلك، فإن الإصلاح أولاً من قبل حكومة ليبرالية ثم من قبل حكومة حزب العمال قد حد من سلطاتها. خفضت قوانين البرلمان لعامي 1911 و1949 صلاحياتها: لا يمكنهم الآن سوى تعديل التشريعات وتأخيرها. يمكنهم تأجيل التشريعات لمدة تصل إلى عام واحد. وبموجب قانون عام 1911، لا يمكن تأجيل فواتير المال (المتعلقة بالتمويل)، وبموجب اتفاقية سالزبوري، لا يستطيع اللوردات، بموجب الاتفاقية، تأخير أي مشاريع قوانين ترد في بيان الحزب الحاكم.

### كندا
وفقاً لقانون الدستور لعام 1867، يجوز للملكة في الاستشارة (من الناحية العملية مجلس وزراء المملكة المتحدة) أن توعز للحاكم العام بحجب موافقة الملكة، مما يسمح للسنتين ذات السيادة بعدم قبول مشروع القانون، وبالتالي استخدام حق النقض ضد القانون المعني. تم استخدام هذا آخر مرة في عام 1873، وتم إبطال السلطة فعليًا بموجب إعلان بلفور لعام 1926.
يمكن لقادة الأوساط في المحافظات، الذين يطلق عليهم اسم «الحكام الملازمين»، أن يحتفظوا بالموافقة الملكية على مشاريع قوانين المقاطعات للنظر فيها وإمكانية عدم موافقة مجلس الوزراء الاتحادي؛ تم استدعاء هذا الشرط آخر مرة في عام 1961 من قبل اللفتنانت حاكم ساسكاتشيوان.

### الهند
في الهند، الرئيس لديه ثلاث سلطات حق النقض؛ مطلق، تعليق وجيب. يمكن للرئيس أن يعيد مشروع القانون إلى البرلمان لإجراء تغييرات، وهو ما يشكل نقض محدود يمكن تجاوزه بأغلبية بسيطة. لكن مشروع القانون الذي أعيد النظر فيه من قبل البرلمان أصبح قانونًا مع أو بدون موافقة الرئيس بعد 14 يومًا. كما لا يستطيع الرئيس اتخاذ أي إجراء إلى أجل غير مسمى بشأن مشروع قانون، يشار إليه أحيانًا على أنه حق نقض الجيب. يمكن للرئيس أن يرفض الموافقة، والتي تشكل حق النقض المطلق.

## الولايات المتحدة
يتم تقديم تشريع مقترح (مشروع قانون) يتم تمريره من قبل مجلسي الكونغرس إلى الرئيس، بصفته رئيسًا للحكومة.
إذا وافق الرئيس على مشروع القانون، فإنه يوقع عليه كقانون. وفقًا للمادة 1. أما المادة 7 من الدستور، إذا لم يوافق الرئيس على مشروع القانون ويختار عدم التوقيع، فيجوز له أن يعيده دون توقيعه، في غضون عشرة أيام، باستثناء أيام الأحد، إلى مجلس الكونغرس الأمريكي. التي نُشِأت فيها، في حين أن الكونغرس في الدورة. مطلوب من الرئيس دستوريًا أن يعلن عن أي اعتراضات على مشروع القانون خطيًا، ويطلب من الكونغرس النظر فيها، وإعادة النظر في التشريع. إعادة إصدار الفاتورة غير الموقعة إلى الكونغرس تشكل حق النقض (الفيتو).
إذا تجاوز الكونغرس حق النقض بنسبة الثلثين في كل مجلس، فإنه يصبح قانونًا دون توقيع الرئيس. خلاف ذلك، فشل القانون في أن يصبح قانونًا ما لم يتم تقديمه إلى الرئيس مرة أخرى ويختار الرئيس توقيعه. تاريخيًا، يتجاوز الكونغرس النقض الرئاسي 7% من الوقت.
ويصبح مشروع القانون قانونًا دون توقيع الرئيس إذا لم يوقع عليه في غضون الأيام العشرة المحددة، ما لم يتبقى أقل من عشرة أيام في الجلسة قبل أن يتأجل الكونغرس. إذا تأجل الكونغرس قبل مرور الأيام العشرة التي قد يكون الرئيس قد وقع فيها على مشروع القانون، فحينئذٍ يخفق مشروع القانون في أن يصبح قانونًا. هذا الإجراء، عندما يستخدم رسميًا، يسمى نقض الجيب.

## الأنظمة الجمهورية الأوروبية
الجمهوريات البرلمانية في أوروبا، بما في ذلك إيطاليا والبرتغال وجمهورية أيرلندا وفرنسا ولاتفيا، غالبًا ما تسمح بشيء من أشكال النقض الرئاسي على التشريعات، والتي قد تختلف، وفقًا لشكلها الدستوري أو بالاتفاقية.
رئيس آيسلندا يمكن أن يرفض التوقيع على مشروع القانون الذي وضِعَ بعد ذلك إلى الاقتراع العام للراشدين.
رئيسة جمهورية أيرلندا يمكن أن ترفض منح الموافقة على مشروع قانون ينص على أنه / أنها تعتبره غير دستوري، بناء على مشورة مجلس الدولة، في هذه الحالة مشروع القانون المشار إليه المحكمة العليا في أيرلندا، والذي يحدد في نهاية المطاف في هذه المسألة.
رئيس جمهورية إيطاليا، يمكن طلب المداولة الثانية لمشروع قانون أقره البرلمان قبل صدوره. هذا ضعيف جدًا، شكل من أشكال الاعتراض، كما يمكن للبرلمان تخطي حق النقض بالأغلبية العادية. والحكم نفسه موجود في فرنسا ولاتفيا. في حين أن مثل هذا لا يمكن أن يقتصر حق النقض (الفيتو) إحباط إرادة الأغلبية البرلمانية، فإنه قد يكون له تأثير تأخير، ويمكن أن يتسبب في أغلبية برلمانية لإعادة النظر في هذه المسألة.
رئيس البرتغال يمكن أن يرفض التوقيع على مشروع القانون وإعادته إلى البرلمان مع مقترحاته. إذا كان البرلمان يوافق على هذه المقترحات ينبغي للرئيس أن يوقع على مشروع القانون. البرلمان يستطيع إلغاء حق النقض من 2 / 3 الأغلبية.
رئيس لاتفيا قد يُعلق على مشروع قانون لمدة شهرين، وخلالها يمكن أن يشار إلى الشعب في استفتاء إذا كان هناك عدد معين من التوقيعات التي تم جمعها. هذا هو ربما شكل أقوى بكثير من استخدام حق النقض، كما أنه يتيح للرئيس لمناشدة الشعب ضد رغبة البرلمان والحكومة.
رئيس جمهورية أوكرانيا، يجوز له رفض التوقيع على مشروع قانون وإعادته إلى البرلمان مع مقترحاته. إذا وافق البرلمان على مقترحاته، يجب على الرئيس توقيع مشروع القانون. قد يلغي البرلمان النقض بأغلبية الثلثين. إذا قام البرلمان بإلغاء حق النقض، يجب على الرئيس توقيع الفاتورة في غضون 10 أيام.

## حق النقض الحر
في الدستور الليتواني البولندي أو الكومنولث البولندي الليتواني في القرنين السابع عشر والثامن عشر، كانت هناك مؤسسة تسمى حق النقض الليبرالي. كان على جميع مشاريع القوانين أن تمر إلى «مجلس النواب» أو «البرلمان» بموافقة إجماعية، وإذا تم التصويت على أي مشروع، فإن هذا لا يعترض على مشروع القانون هذا فحسب، بل تحلّ أيضًا هذه الجلسة التشريعية نفسها. فإن الاستخدام المتكرر لحق النقض هذا شلّ سلطة السلطة التشريعية، وأدى إلى تضافر سلسلة من الملوك، أدى في نهاية المطاف إلى تقسيم الدولة البولندية وحلها في أواخر القرن الثامن عشر.